# Чон Сора
Чон Сора (кор. 정소라; род. 10 марта 1991, Сеул) — южнокорейская фотомодель, «Мисс Корея 2010», участница конкурса красоты «Мисс Вселенная 2011». 

## Биография
Чон Сора родилась 10 марта 1991 года в Сеуле. Её отец Чон Ханюн был актёром, а затем служил председателем Корейской торговой палаты в Шанхае. Она окончила Шанхайскую американскую школу в 2009 году. Чон Сора училась в Калифорнийском университете в Риверсайде, но затем поступила в Университет Корё.
25 июля 2010 года Чон Сора выиграла национальный конкурс красоты и была коронована как «Мисс Корея». Она получила право представлять страну на международном конкурсе красоты «Мисс Вселенная 2011». После победы на «Мисс Корея» Чон Сора пожертвовала все выигранные призовые деньги Международному институту вакцин — организации, которая разрабатывает и распространяет вакцины в развивающихся странах. Своё решение она объяснила так: «Я приняла это решение, чтобы сдержать свое обещание служить обществу, когда меня назвали Мисс Корея».
На конкурсе «Мисс Вселенная 2011» Чон Сора не пробилась в топ-16.